# Георги Костадинов (футболист, р. 1983)
Георги Костадинов е български футболист, полузащитник. Роден на 12 август, 1983 г. във Варна. Носи екипа на Спартак (Варна).

## Кариера
Костадинов е юноша на Спартак (Варна). Дебютира за първия тим на „соколите“ в А група през сезон 2003/04. След това  е предостъпен и играе последователно за Девня, Аксаково, Калиакра (Каварна), Добруджа (Добрич) и Черноморец (Балчик), преди отново да се завърне в родния си клуб през лятото на 2009 г.

## Статистика по сезони
Към 1 август 2011 г.
| Сезон    | Отбор           | Първенство | Мачове | Голове |
| -------- | --------------- | ---------- | ------ | ------ |
| 2003/04  | Спартак (Вн)    | А група    | 9      | 0      |
| 2004/05  | Спартак (Вн)    | А група    | 15     | 0      |
| 2005/06  | Девня           | В група    | ?      | ?      |
| 2006/ес. | Аксаково        | В група    | ?      | ?      |
| 2007/пр. | Калиакра        | Б група    | 14     | 2      |
| 2007/08  | Добруджа        | В група    | 24     | 16     |
| 2008/09  | Черноморец (Бч) | Б група    | 20     | 3      |
| 2009/10  | Спартак (Вн)    | Б група    | 20     | 2      |
| 2010/11  | Спартак (Вн)    | В група    | 23     | 3      |
| 2011/12  | Спартак (Вн)    | Б група    | 12     | 1      |